# Sistema Harris Health

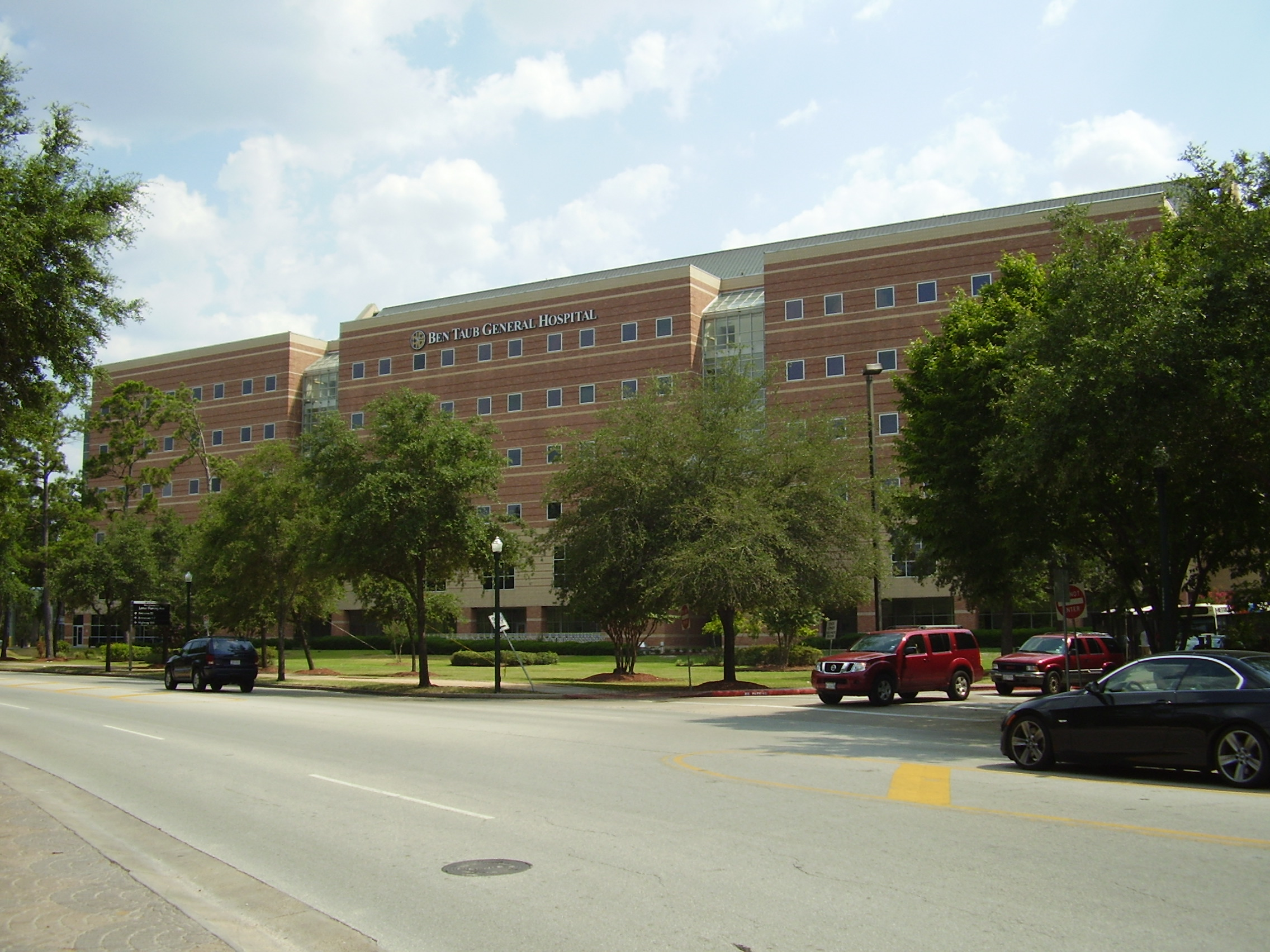
Ben Taub General Hospital ("Hospital General Ben Taub").

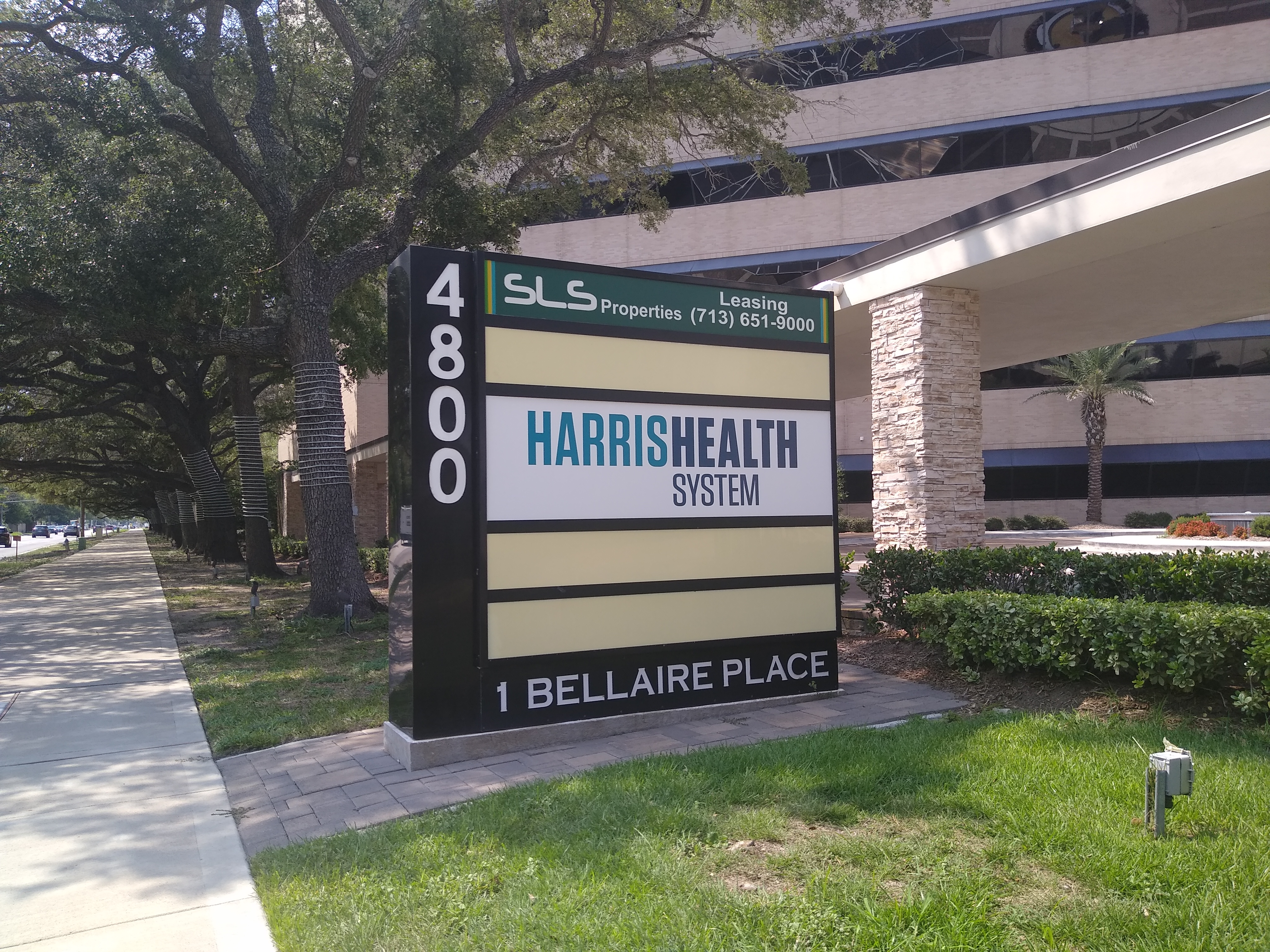
La sede del Sistema Harris Health

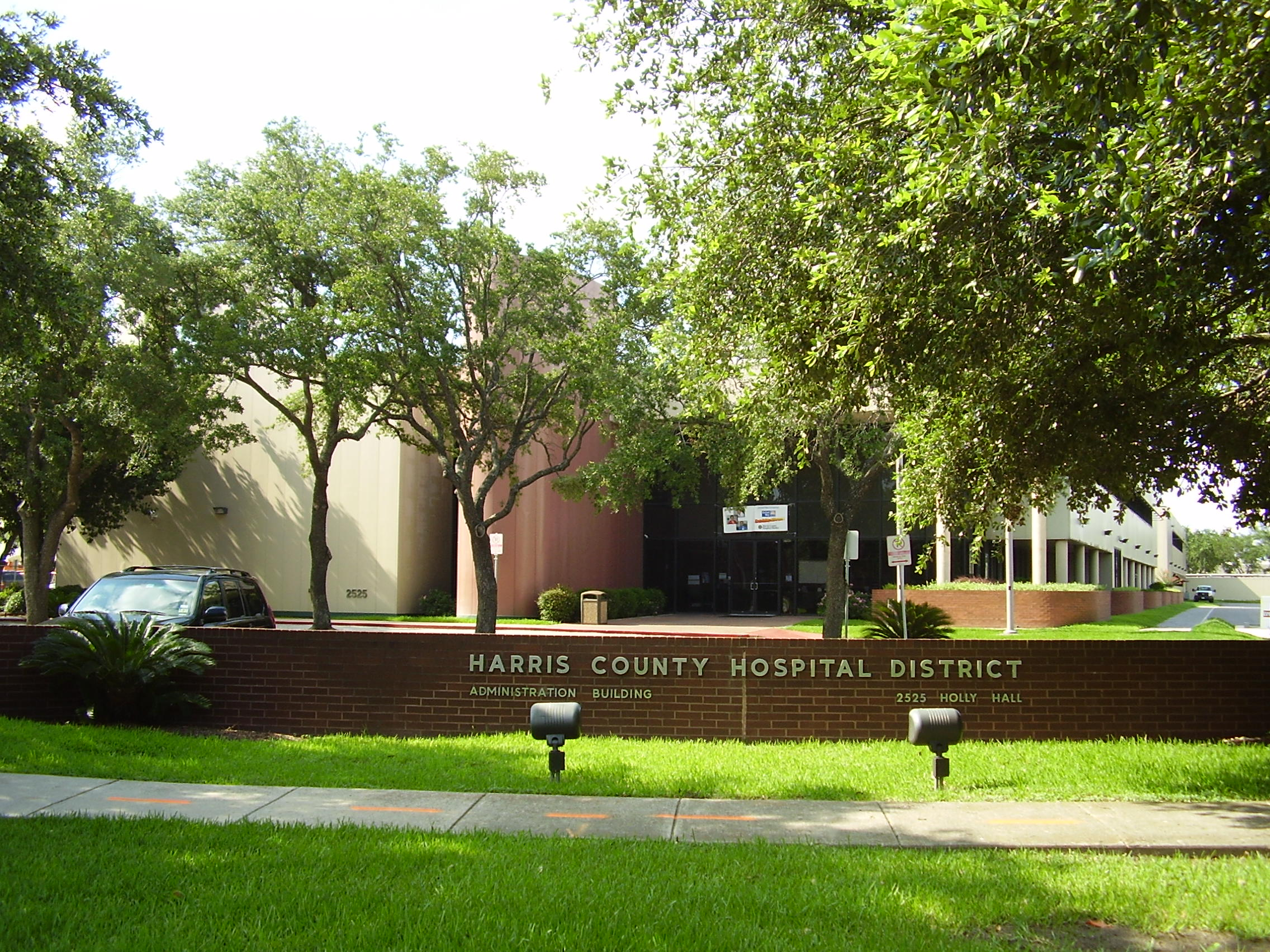
La antigua sede del Sistema Harris Health

El Sistema Harris Health (Harris Health System), anteriormente el Distrito Hospitalario del Condado de Harris (Harris County Hospital District,  HCHD) es un distrito de hospitales públicos de Texas. El distrito gestiona hospitales públicos y centros de salud públicos en el condado de Harris, Texas, Estados Unidos. Tiene su sede en Houston.

## Instalaciones

### Hospitales
- Ben Taub General Hospital (Houston, EN)
- Lyndon B. Johnson General Hospital (Houston)
- Quentin Mease Community Hospital (Houston)

### Centros de salud
- Área no incorporada:
  - Aldine Health Center (cerca de Aldine)
- Baytown
  - Baytown Health Center
- Houston
  - Acres Home Health Center
  - Casa de Amigos Health Center
  - Dental Center
  - El Franco Lee Health Center
  - Gulfgate Health Center
  - Martin Luther King Health Center
  - Northwest Health Center
  - People's Health Center
  - Settegast Health Center
  - Thomas Street Health Center
- Humble
  - E.A. "Squatty" Lyons Health Center
- Pasadena
  - Strawberry Health Center